# Sethembile Msezane
Sethembile Msezane, née en 1991 au KwaZulu-Natal, est une artiste, conférencière et performeuse sud-africaine connue pour son travail dans les beaux-arts et ses performances. Msezane combine la photographie, le cinéma, la sculpture et le dessin pour explorer des questions axées sur la spiritualité, la politique et les systèmes de connaissances africains. Une partie de ses travaux se concentre sur le processus de création de mythes et son influence sur la construction de l'histoire ainsi que sur l'absence du corps féminin noir dans les espaces narratifs et physiques de la commémoration historique. Le travail de Msezane est présenté dans des galeries en Afrique du Sud ainsi qu'à l'étranger et a remporté des prix et des nominations. Msezane est membre du collectif iQhiya, un réseau d'artistes noires originaires du Cap, de Johannesburg et de toute l'Afrique du Sud.

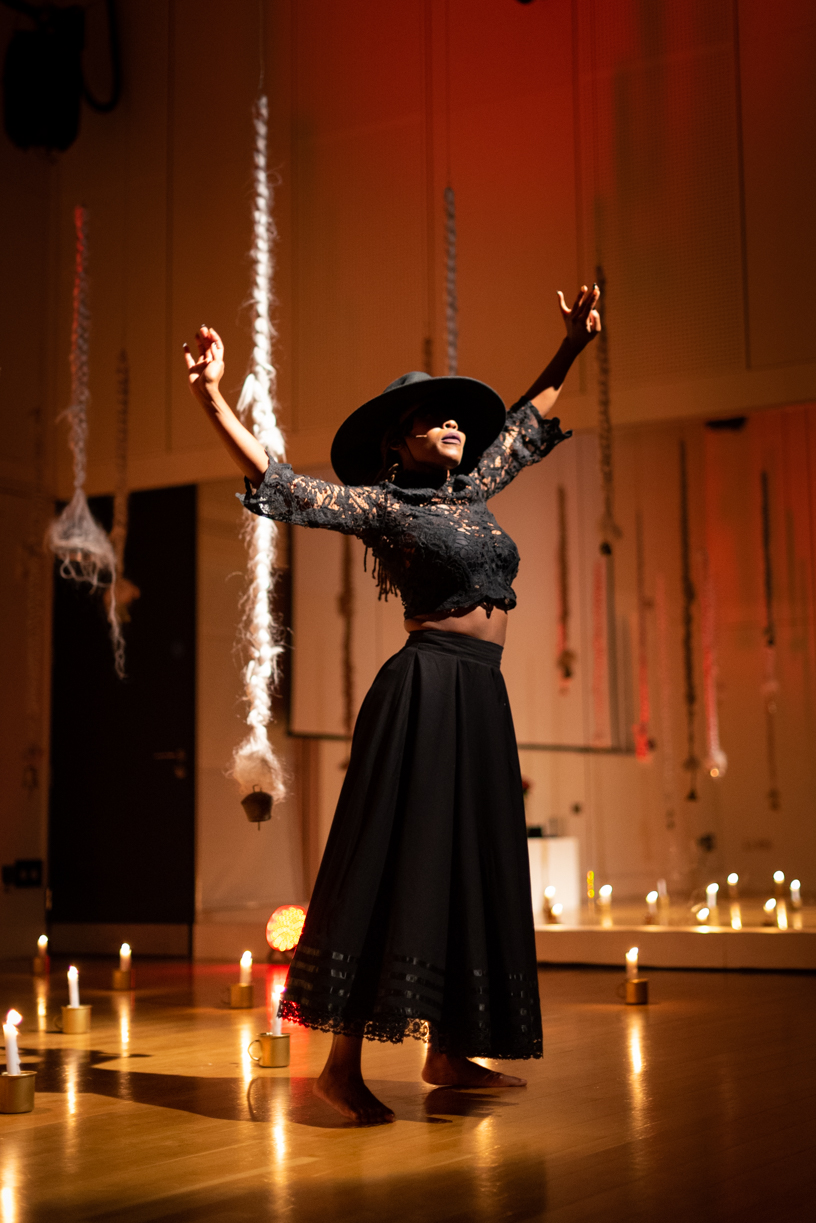
Sethembile Msezane, Signal Her Return III, 2019. En collaboration avec Tyburn Gallery. Photo de Tom Morley, avec l'aimable autorisation de New Art Exchange.

## Éducation et carrière
Bien que née dans la province du Natal (actuel Kwazulu-Natal), Msezane grandit à Johannesburg. Elle déménage ensuite au Cap, où elle fréquente la Michaelis School of Fine Art (en) pour préparer un baccalauréat universitaire en beaux-arts en 2012, puis sa maîtrise en beaux-arts en 2017,. Les performances de Msezane sont centrées sur l'absence des femmes dans les paysages politiques et historiques en Afrique du Sud. À travers ses performances, elle explore les manières dont les femmes sont restreintes par la société dans leurs mouvements, leurs vêtements et leurs figures en utilisant son propre corps comme une sculpture humaine, vêtue d'un costume symbolique pour affirmer son importance, son existence et son rôle dans les espaces publics
Le travail de Msezane est largement reconnu dans le monde et est présenté dans des galeries à travers l'Afrique du Sud, notamment la Galerie nationale sud-africaine Iziko (en), Zeitz Mocca et l'université d'Afrique du Sud. En 2016, Msezane est la première personne à recevoir le Rising Light Award lors de la cérémonie de remise des prix Mbokodo pour son travail. Elle reçoit également la même année un prix TAF et SYLT Emerging Artist Residency (TASA) et figure parmi les dix finalistes de Barclays L'atelier. Msezane est également nommée pour un prix d'art vivant au Festival International ANTI (en)en 2017.
Son œuvre "Chapungu-the Day Rhodes Fell" (2015) a été jouée lors des manifestations du mouvement Rhodes must fall, pendant que la  statue de Cecil John Rhodes à l'université du Cap était retirée. Msezane s'est tenue comme une statue humaine pendant les heures de l'événement dans une performance destinée à se réapproprier l'espace. Msezane utilise les jours fériés sud-africains pour se produire et aborder les problèmes qui affectent la jeunesse d'aujourd'hui, dans le cadre de sa "série de vacances publiques 2014-2015". Msezane a également crée des performances telles que "Kwasuka Zukela" (2017, Galerie MoMo, Le Cap, Afrique du Sud), "All Thing being Equal" ("Toutes choses étant égales", 2017, Zeitz Mocca, Le Cap, Afrique du Sud) et "Unframed" (2018, Cape Town Art Fair).
Msezane expose en 2019 au Royaume-Uni sa première performance solo, "Speaking through the wall" à la Tyburn Gallery de Londres, ainsi que sa dernière performance "Signal her return III" au New Art Exchange à Nottingham.
Sethembile Msezane se produit également dans des expositions collectives, dont "Women's Work and the art of Disruptions" ("Le travail des femmes et l'art des perturbations", 2016, Galerie nationale sud-africaine Iziko), "Re(as)sisting narratives" (2016, Framer Frame, Amsterdam), "Dancing on a Volcano" (2018, Lagos Photo festival Nigeria), "Translations" (2015, Emergence Art Space et Reed College, Portland, Oregon), "Made Visible: Contemporary South African Fashion and Identity" (2019, Museum of Fine Art, Boston, États-Unis),.
Msezane apparait sur TedGobal en tant qu'orateur public en 2017.

## Expositions
- "Speaking Through the Wall" ("Parler à travers le mur", 2019) Galerie Tyburn. Londres, Royaume-Uni
- "Kwasuka Sukela" (2017) Galerie Momo. Le Cap, Afrique du Sud.
- "All Things Being Equal" ("Toutes choses étant égales", 2017) Zeitz Mocca. Le Cap, Afrique du Sud.
- "Unframed" (2018) Cape Town Art Fair. Le Cap, Afrique du Sud.
- "Umoya: a Quiet revolution" ("Umoya : une révolution tranquille) FNB Joburg Art Fair. Johannesbourg, Afrique du Sud.
- "Re(as)sisting Narratives" (2016) Framer Framed, Amsterdam, Pays-Bas.

## Récompenses
- Lauréate OkayAfrica 100 Women 2018[4]
- Mbokodo Award (en), première récipiendaire du Rising Light Award 2016[5]